# Alan Davidson
Alan Eaton Davidson (Londonderry, 30 maart 1924 – Londen, 2 december 2003) was een Britse diplomaat en cultuurhistoricus op het gebied van de voedselgeschiedenis. Zijn Magnum opus is de Oxford Companion to Food, die in 1999 verscheen.

## Biografie
Alan Davidson werd in Noord-Ierland geboren en studeerde klassieke talen aan de Universiteit van Oxford. Tijdens de Tweede Wereldoorlog diende hij bij de Britse marine. In 1948 begon hij aan een diplomatieke loopbaan en was hij gestationeerd in Washington, Tunis, Brussel, Caïro en Den Haag; van 1973 tot 1975 was hij ambassadeur in Laos. In Washington trad hij in het huwelijk met Jane Macatee, dochter van een Amerikaanse diplomaat.

## Werk
Uit persoonlijk belangstelling begon Davidson zich eind jaren 1960 met de kookkunst en de cultuurgeschiedenis van levensmiddelen bezig te houden, te beginnen met vis en zeevruchten. Zijn eerste boek Mediterranean Seafood verscheen in 1972 in Groot-Brittannië. Thans geldt dat als standaardwerk op dit gebied en het bevat zowel informatie over de cultuurgeschiedenis en de biologie als recepten. Andere titels over vis waren Seafood Of South East Asia (1979) en North Atlantic Seafood (1979), waarvoor hij duizenden recepten uit verschillende landen verzamelde. Davidson gold ook als kenner van de Laotiaanse keuken.
In 1979 richtte Davidson het Engelstalige tijdschrift Petits Propos Culinaires en de uitgeverij Prospect Books op. Bovendien is hij de initiatiefnemer van het Oxford Symposium on Food & Cookery, dat elk jaar in Oxford plaatsvindt.
Op 5 november 2003 ontving Davidson in Amsterdam uit handen van Prins Bernhard de Erasmusprijs voor zijn werk. Hij noemde dat de bekroning van zijn culinaire werk, en tevens de afronding: hij kondigde aan niets meer over de gastronomie schrijven. Een maand later, op 2 december 2003, overleed hij onverwachts.

## In het Nederlands vertaald werk
- Alan Davidson (2001) Noord-Atlantisch viskookboek. Bussum: Scepter
- Alan Davidson (2003) Mediterraan viskookboek. Bussum: Pereboom
- Helen Saberi en Alan Davidson (2008) Trifle : de wereldreis van een Engels nagerecht. 's-Hertogenbosch: P&K, Pels & Kemper